# Sorubim
Sorubim (Сорубім) — рід прісноводних риб родини Пласкоголові соми ряду сомоподібні. Має 5 видів.

## Опис
Загальна довжина представників цього роду коливається від 25 до 80 см. Голова сильно сплощена зверху. Морда лопатоподібна. Очі невеличкого розміру. Верхня щелепа виступає вперед. Рот помірно широкий, розташовано у нижній частині голови. Є 3 пари вусів, з яких вуси на верхній щелепі є найдовшими. Мають числення зяброві тичинки. Тулуб подовжений, сплощений зверху. Бічна лінія непреривчаста. Спинний і грудні плавці мають 1-2 шипи. Спинний плавець невеличкий. Жировий плавець помірного розміру і трикутної форми. Анальний плавець довгий. Хвостові плавці мають довгі, ниткоподібні кінчики лопатей. Лопаті зазвичай округлі, інколи прямі та гострі.
Верхня частина і спина темно-коричневого кольору. Чорна смуга тягнеться від морди до хвостового плавця. Черево має білий або кремовий колір. Більшість задніх променів плавців темніші за загальний фон.

## Спосіб життя
Це бентопелагічні риби. Зустрічаються у великих річках, дрібних струмках, затоках з каламутною або чорною водою. Тримаються мулисто-піщаного або глинястого ґрунту. Віддає перевагу місцям, що зарослі очеретом або молодий травою. S. lima віддає перевагу відкритим ділянкам річок або озер, а також корчам. Даний вид полюбляє каламутну воду і намагається уникати прозору й чисту. Тримаються невеликими групами. Активні вдень. Живляться донними ракоподібними.

## Розповсюдження
Мешкають у басейнах річок Амазонка, Оріноко, Магдалена, Ессекібо, Парана, Парнаїба, Мадейра, Тапажос і в озері Маракайбо.

## Тримання в акваріумі
Потрібна ємність від 250 літрів. На дно насипають дрібний пісок темних тонів. Декорують водойму гіллястими корчами. 30-40 % засаджують рослинами з довгими стеблами.
Добре живуть тільки в компанії собі подібних. Утримувати краще від 3 особин. Рештою сусідами можуть стати будь-які мирні риби, які не зможуть пролізти сомам до рота. Здобич воліють хапати «на льоту». Рідше беруть з дна. Годують сомів в неволі живим харчем:, шматочками риби, креветки, очищеними від мушель молюсками. З технічних засобів знадобиться внутрішній фільтр середньої потужності для створення помірної течії, компресор. Температура тримання повинна становити 22-26 °C.

## Види
- Sorubim cuspicaudus
- Sorubim elongatus
- Sorubim lima
- Sorubim maniradii
- Sorubim trigonocephalus